# Irabatha interrupta
Irabatha interrupta là một loài tò vò trong họ Ichneumonidae.